# Грос-Биберау
Грос-Биберау (њем. Groß-Bieberau) град је у њемачкој савезној држави Хесен. Једно је од 23 општинска средишта округа Дармштат-Дибург. Према процјени из 2010. у граду је живјело 4.574 становника. Посједује регионалну шифру (AGS) 6432009.

## Географски и демографски подаци
Грос-Биберау се налази у савезној држави Хесен у округу Дармштат-Дибург. Град се налази на надморској висини од 182 метра. Површина општине износи 18,3 km². У самом граду је, према процјени из 2010. године, живјело 4.574 становника. Просјечна густина становништва износи 250 становника/km².

## Међународна сарадња
| Мјесто | Држава    | Врста сарадње | Од    |
| ------ | --------- | ------------- | ----- |
|        | Француска | партнерство   | 1972. |
|        | Чешка     | партнерство   | 2000. |
| Извор  |           |               |       |